# 卡尔·迈
卡尔·弗里德里希·迈（德語：Karl Friedrich May；1842年2月25日（恩斯塔尔）—1912年3月30日（拉德博伊尔））是一位德国作家，以通俗小说而知名。根据联合国教科文组织的统计，他是最被广泛阅读的德文作家之一，且是被最广泛翻译的德国作家之一。他的作品的全球本估计有两亿种，单德国就有一亿种。迈的作品常常带有异域情调，场景常设定在19世纪的东方、美国和墨西哥。特别有名的是以印第安人Winnetou为主角的三部曲。他的作品有多部被改编为电影、舞台剧、广播剧和漫画。

## 青年时代
卡尔·迈出身于一个非常贫穷的织工家庭。他在十四个兄弟姐妹中第五个出生的，其中有九个孩子在刚出生的那个月就夭折了。卡尔·迈自己的书中写道，当他还是个孩子的时候曾经失明，在五岁的时候在卡尔·弗里德里希·哈泽的治疗下痊愈。孩提时代早期的失明，除了迈自己的说法之外，没有任何证据能够表明，之后关于卡尔·迈的研究通过不同的原因来解释这件事情，只有部分说得通，这件事的真实情况依然是让人充满怀疑。

## 影响
后来成为纳粹德国领导人的希特勒曾在《我的奋斗》中提及在青年时期曾读过卡尔·迈的作品，并为之着迷。